# جورج وليامز كاسيدي
جورج وليامز كاسيدي (بالإنجليزية: George Williams Cassidy)‏ هو سياسي أمريكي، ولد في 25 أبريل 1836 في الولايات المتحدة، وتوفي في 24 يونيو 1892 في نفس البلد. حزبياً، نشط في الحزب الديمقراطي. وقد انتخب عضو مجلس النواب الأمريكي.